# Kada An-Nabatijja
Kada An-Nabatijja (arab. قضاء النبطية) – jednostka administracyjna w Libanie, jeden z czterech dystryktów muhafazy An-Nabatijja. Zamieszkiwany jest głównie przez szyitów, mniejszość stanowią katolicy.

## Wybory parlamentarne
Okręg wyborczy, obejmujący Kada An-Nabatijja, jest reprezentowany w libańskim Zgromadzeniu Narodowym przez 3 deputowanych szyickich.